# Tour de l'horloge (Ateca)
 (octobre 2017).
La tour de l'horloge d'Ateca est une tour penchée civile de style mudéjar construite en 1560. Elle est construite sur une ancienne tour médiévale du château d'Ateca. Ateca est une commune d’Espagne, dans la province de Saragosse, communauté autonome d'Aragon comarque de Comunidad de Calatayud.
L'édification a été réalisée par le Maestro Domingo et le maure Ameçot, voisin de Calatayud. Le corps des cloches a été construit sur une ancienne tourelle du château d'Ateca, avec une décoration de la Renaissance et de la tradition mudéjar.
Ateca est une commune d’Espagne, dans la province de Saragosse, communauté autonome d'Aragon comarque de Comunidad de Calatayud.

## Description
Elle a été construite en 1560 par Maestro Domingo et le morisque Ameçot et réalisée spécialement pour accueillir l'horloge qui réglementerait la vie des gens de cette époque, probablement à la suite de l'influence de la Torre Nueva de Saragosse, qui avait le même but. L'horloge a été installée l'année 1561.
La tour de la tradition mudéjare est composée de deux corps et d'un plan octogonal. Le corps inférieur a été construit, sur une tour de château dans le mortier de plâtre ou le mortier, et présente des visages lisses. Il est bordé d'une corniche de briques volantes puissantes. Le corps supérieur en brique, également de plan carré mais de plus petites dimensions, est organisé sur deux étages. Le bas de ce corps supérieur contient sur une de ses faces l'horloge, le reste s'articule par la disposition des fenêtres semi-courbées aveuglées. Il y a un petit corps octogonal, avec des lunettes sur toutes ses faces, qui transforme la flèche qui recouvre la structure.

## Protection juridique
Par arrêté du 6 septembre 2002, publié au B.O.A. du 30 septembre 2002 du Département de la Culture et du Tourisme, il est déclaré Bien Catalogado du patrimoine culturel aragonais.